# Lights and Sounds
Pour l’article homonyme, voir Lights and Sounds (chanson).
Albums de Yellowcard
Ocean Avenue
(2003) Paper Walls
(2007)
Lights and Sounds est le cinquième album de Yellowcard, sorti le 24 janvier 2006.

## Certifications
| Pays                  | Certification |
| --------------------- | ------------- |
| Canada (Music Canada) | Or            |
| États-Unis (RIAA)     | Or            |